# Contea di Jeff Davis (Texas)
La contea di Jeff Davis in inglese Jeff Davis County è una contea dello Stato del Texas, negli Stati Uniti. La popolazione al censimento del 2010 era di 2 342 abitanti. Il capoluogo di contea è Fort Davis. Il nome della contea deriva da Jefferson Davis, unico presidente degli Stati Confederati d'America (1861–1865).

## Geografia fisica
| Anno | Popolazione | ±%     |
| ---- | ----------- | ------ |
| 1890 | 1,394       |        |
| 1900 | 1,150       | −17.5% |
| 1910 | 1,678       | 45.9%  |
| 1920 | 1,445       | −13.9% |
| 1930 | 1,800       | 24.6%  |
| 1940 | 2,375       | 31.9%  |
| 1950 | 2,090       | −12.0% |
| 1960 | 1,582       | −24.3% |
| 1970 | 1,527       | −3.5%  |
| 1980 | 1,647       | 7.9%   |
| 1990 | 1,946       | 18.2%  |
| 2000 | 2,207       | 13.4%  |
| 2010 | 2,342       | 6.1%   |

Secondo l'Ufficio del censimento degli Stati Uniti d'America la contea ha un'area totale di 2265 miglia quadrate (5870 km²), costituiti completamente da terraferma. Nella contea si trova la Davis Mountains, una catena montuosa.

### Strade principali
- Interstate 10
- U.S. Highway 90
- State Highway 17
- State Highway 118
- State Highway 166

### Contee adiacenti
- Contea di Reeves - nord-est
- Contea di Pecos - est
- Contea di Brewster - sud-est
- Contea di Presidio - sud
- Guadalupe (Chihuahua, Messico) - ovest
- Contea di Hudspeth - ovest
- Contea di Culberson - nord-ovest

### Aree protette
| Parco                                                 | Autorità di mantenimento             | Area                    | Anno di fondazione |
| ----------------------------------------------------- | ------------------------------------ | ----------------------- | ------------------ |
| Chihuahuan Desert Nature Center and Botanical Gardens | Chihuahuan Desert Research Institute | 507 acri (205 ha)       | 1978               |
| Davis Mountains State Park                            | Texas Parks and Wildlife Department  | 2 709 acri (1 096 ha)   | 1933               |
| Davis Mountains Preserve                              | The Nature Conservancy of Texas      | 33 075 acri (13 385 ha) | 1997               |
| Fort Davis National Historic Site                     | National Park Service                | 523 acri (212 ha)       | 1961               |

## Educazione
La parte occidentale della contea è servita dalla Valentine Independent School District, mentre nella parte centrale e orientale dalla Fort Davis Independent School District.